# Amortisationsrechnung
Die Amortisationsrechnung oder Kapitalrückflussrechnung bzw. -methode (auch: Pay-off-Methode, Pay-back-Methode oder Pay-out-Methode bzw. -Rechnung; von englisch: [to] pay off = „amortisieren“ oder [to] pay back = „zurückzahlen“) ist ein Verfahren der statischen Investitionsrechnung und dient der Ermittlung der Kapitalbindungsdauer einer Investition. Dabei wird die Rückflussdauer einer Investition, d. h. der Zeitraum, in dem sich die Anschaffungskosten aus den jährlichen Gewinnen und Abschreibungen der Investition refinanzieren, berechnet.

## Rechnung
Durchschnittsmethode (statische Amortisationsrechnung):
{\displaystyle {\text{Amortisationszeit}}={\frac {{\text{Anschaffungsausgabe}}-{\text{Liquidationserlös}}}{\text{durchschnittlicher Rückfluss}}}}
Bei der jährlichen Betrachtung ist der durchschnittliche Rückfluss pro Jahr nicht identisch mit dem Jahresgewinn aus der Gewinnvergleichsrechnung. Während es sich beim Jahresgewinn um die Differenz zwischen durchschnittlichen Erlösen und durchschnittlichen Kosten handelt, ist der Jahresrückfluss die Differenz aus laufenden Einnahmen und Ausgaben.
Für den Fall, dass die Erlöse in der gleichen Periode zu Einnahmen und alle Kosten mit Ausnahme der kalkulatorischen Zinsen und Abschreibungen zu Ausgaben werden, kann die folgende Beziehung angesetzt werden:
{\displaystyle {\text{Jahresrückfluss}}={\text{Jahresgewinn}}+{\text{kalkulatorische Zinsen}}+{\text{kalkulatorische Abschreibung}}}

## Methoden
1. Durchschnittsmethode (statische Amortisationsrechnung):
Diese Methode findet Anwendung, wenn der jährliche finanzielle Rückfluss (der zur Deckung der Anschaffungsauszahlung dient) in gleicher Höhe anfällt. In diesem Fall entspricht die Amortisationsdauer der o. g. Formel.
2. kumulative Methode (dynamische Amortisationsrechnung):
Dieses Verfahren wird angewendet, wenn die jährlichen Rückflüsse aus der Investition verschieden hoch sind. Dabei werden die jährlichen Rückflüsse nach Jahren differenziert betrachtet und jährlich schrittweise addiert, bis ihre Gesamtsumme der Investitionssumme entspricht (Amortisationszeitpunkt).

## Eingangsdaten
Das eingesetzte Kapital (= Netto-Anschaffungskosten − Kaufpreisminderungen) und die jährlichen Rückflüsse eines Investitionsobjekts müssen bekannt sein.

## Beispiel
Beispielrechnung unter Vernachlässigung der Abschreibung:
Automatisierte Auswertung einer Datenbank:
- Projektaufwand: 2.000 €
- Laufende Kosten pro 1 Monat für die Wartung: 150 € (errechnet aus Bearbeitungszeit · Stundensatz des Mitarbeiters)

Manuelle Auswertung einer Datenbank:
- Laufende Kosten pro 1 Monat für die Auswertung: 850 € (errechnet aus Bearbeitungszeit · Stundensatz)
- Gewinn = Differenz zwischen manueller und automatisierter Auswertung (laufende Kosten)

Amortisationsrechnung:
Amortisationszeit = Anschaffungskosten / Gewinn
Amortisationszeit = 2.000 € / (850 €/Monat – 150 €/Monat)
Amortisationszeit = 2,86 Monate
- Ergebnis: Die automatisierte Auswertung lohnt sich bereits nach knapp 3 Monaten.

## Kritik
1. Die Soll-Zeit ist nur eine subjektive Beurteilung des Unternehmers.
2. Der Soll-Zins muss nicht dem Haben-Zins entsprechen (Problematik Vollkommener Kapitalmarkt).

Völlig unberücksichtigt bleiben der Zeitwert des Geldes und somit auch die Risikobetrachtung sowie alle Zahlungswirkungen des Investitionsobjekts nach Ablauf der Amortisationszeit. Die Amortisationszeit darf höchstens ein ergänzendes, aber kein alleiniges Kriterium einer Investitionsentscheidung sein.
Man kann diesen Zusammenhang an einem einfachen Beispiel unter Einbeziehung der Kapitalwertmethode (auch: Net-Present-Value-Methode oder NPV-Methode) verdeutlichen. Angenommen es stehen die drei folgenden Projekte zur Auswahl, wobei alle das gleiche Risiko aufweisen und die Opportunitätskosten des Kapitals (Kalkulationszinssatz) einheitlich 10 % betragen:
| Projekt | {\displaystyle C_{0}} | {\displaystyle C_{1}} | {\displaystyle C_{2}} | {\displaystyle C_{3}} | Amortisationszeit | Kapitalwert (NPV) bei 10 % |
| ------- | --------------------- | --------------------- | --------------------- | --------------------- | ----------------- | -------------------------- |
| A       | −4.000                | +1.000                | +1.000                | +10.000               | 3                 | +5.248                     |
| B       | −4.000                | +1.000                | +3.600                | 0                     | 2                 | −116                       |
| C       | −4.000                | +3.600                | +1.000                | 0                     | 2                 | +100                       |

Nach der hier beschriebenen Entscheidungsregel müssten die Projekte B und C bevorzugt werden, da sie die kürzeste Amortisationszeit aufweisen. Ökonomisch am sinnvollsten ist jedoch Projekt A, da es den höchsten Kapitalwert aufweist.
Weitere Kritik entzündet sich daran, dass die Nutzung der Amortisationsrechnung leicht zu Investitionsempfehlungen führt, die den eigentlichen Intentionen des Investors zuwiderlaufen: Oft werden Investitionen mit einer kürzeren Amortisationszeit bevorzugt, da sie vermeintlich ein geringeres Risiko bergen. Schließlich wird das investierte Kapital schneller wieder eingenommen, so dass man den Unwägbarkeiten der Zukunft stärker entgeht. In der Realität sind aber gerade Investitionen mit einer kurzen Amortisationszeit wesentlich riskanter als Investitionen mit einer längeren Amortisationszeit. Man vergleiche nur niedrig verzinsliche Bundeswertpapiere mit hochspekulativen Aktien, die ein hohes Gewinnpotenzial (= kurze Amortisationszeit) mit einem hohen Risiko verbinden.